# Via Foria

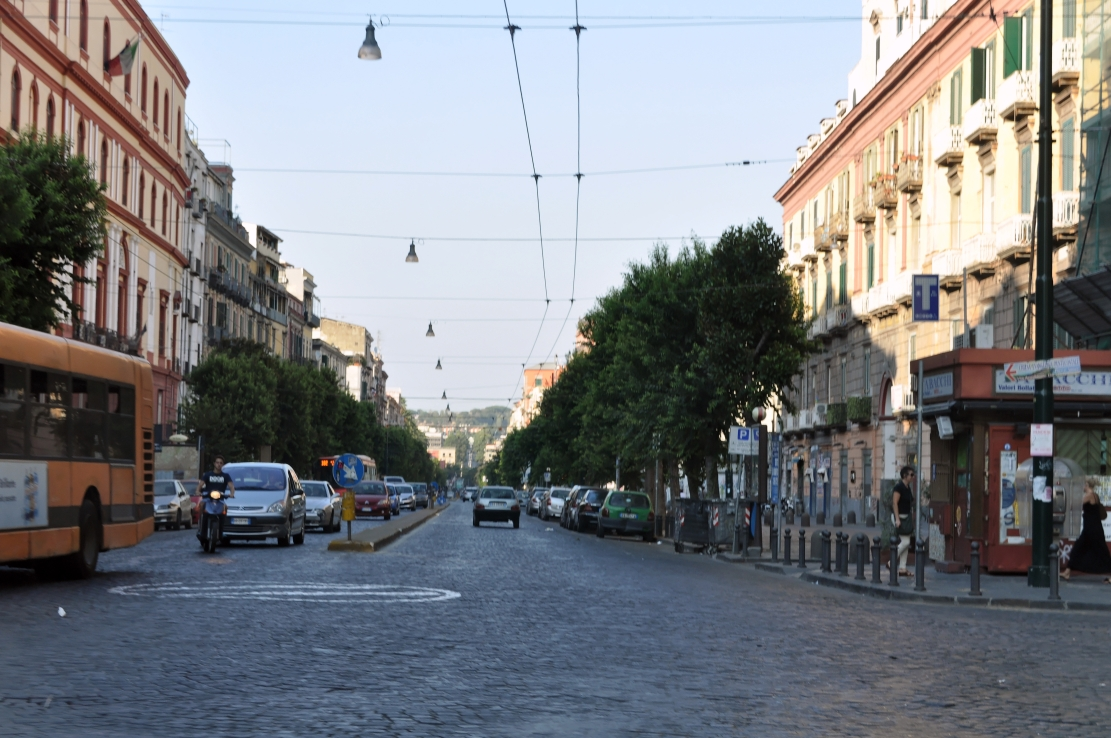
Vista hacia la Piazza Carlo III.

La Via Foria es una calle de Nápoles, Italia, que delimita por el norte el centro histórico de la ciudad. Empieza en la Piazza Cavour y termina en la Piazza Carlo III.
Famosa por la presencia de numerosas tiendas de antigüedades, la calle tiene una longitud de un kilómetro exacto, y atraviesa los barrios de Stella, San Carlo all'Arena y San Lorenzo.
Foria deriva de la corrupción de Forino (nombre que recibía la calle desde el siglo XVIII, antes se denominaba strada di San Carlo all'Arena), en honor al príncipe de Forino, quien construyó el palacio homónimo, el primero de un núcleo de construcciones de la zona.

## Historia

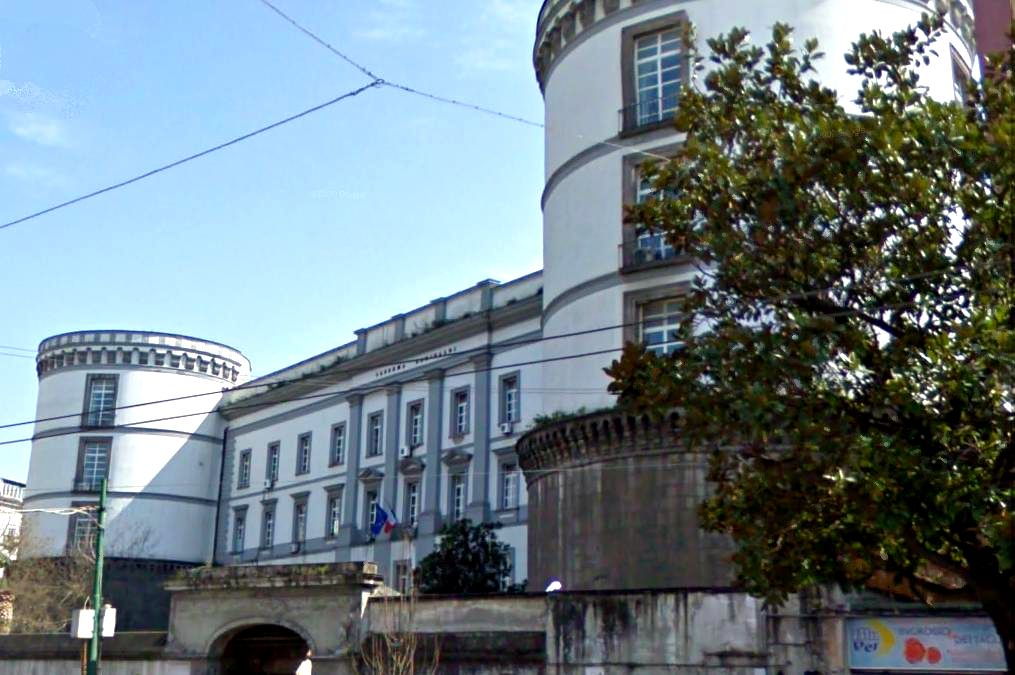
La caserma Garibaldi.

La strada di Forino no era más que un gran lavinaio (un colector de agua) que discurría por los alrededores de la cortina septentrional de las murallas de la ciudad, que hasta la época aragonesa empezaban en Caponapoli, rozaban la Piazza Cavour y se extendían hasta el Castel Capuano a lo largo del carbonarius, la actual Via Carbonara.
Este foso recibía todas las aguas torrenciales (la llamada lava) provenientes de las colinas, como la Stella, el Moiariello, la Infrascata y la Veterinaria, así como de los valles de Sanità y Vergini. En particular, la lava dei Vergini era la más temida y también la más mortal por las numerosas víctimas que causó. El fenómeno de la lava terminó en 1871 con la regularización de las aguas pluviales mediante un colector (aunque posteriormente se produjeron algunas inundaciones debidas al mal mantenimiento).
En el siglo XVI Don Pedro de Toledo amplió las murallas por el norte; en esta zona trasladó la Porta San Gennaro y construyó la Porta di Costantinopoli.
En el siglo XVII se construyeron a lo largo de la calle algunos edificios como la iglesia de San Carlo all'Arena y el Palazzo Caracciolo di Forino.

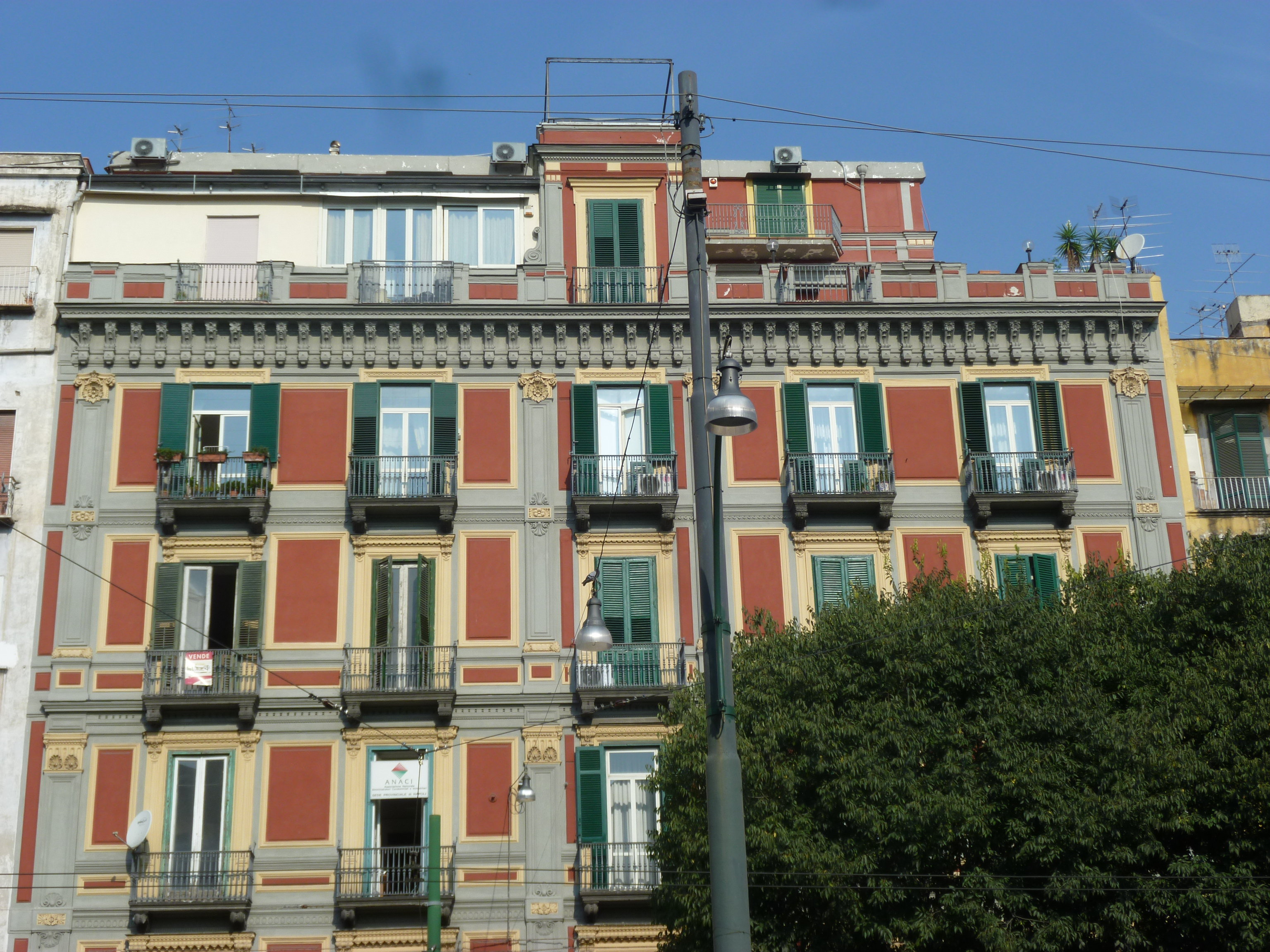
Detalle de un palacio.

El boom inmobiliario se produjo en el siglo XVIII, gracias a la pavimentación realizada entre 1767 y 1768. El Palazzo Forino tenía espléndidos jardines, parte de los cuales fueron expropiados a ciudadanos que empezaron la construcción de sus edificios privados. El Palazzo Forino, pese a haber perdido parte de sus jardines, recibió como compensación una reestructuración barroca que es la visible en la actualidad. Son de esta época la mayor parte de los palacios situados en la Via Foria y también muchas iglesias, como la reconstrucción de Sant'Antonio Abate.
Entre 1810 y 1812 Gioacchino Murat remodeló de nuevo la calle y rellenó el resto de fosos. Las obras de rectificación se confiaron a Stefano Gasse y a Gaetano Schioppa. Desde 1811 hasta 1814 se trabajó para la construcción de una prolongación hasta Poggioreale (la llamada strada nuova del campo), según el proyecto de Giuliano De Fazio y bajo la supervisión de Luigi Malesci.
Tras la restauración de la monarquía borbónica, entre 1846 y 1849 se construyó un mercado de alimentos en la esquina con la Via Duomo, según el proyecto de Francesco De Cesare, en la llamada villa dei pezzenti ("villa de los mendigos"), construida a principios del siglo, pero en estado de ruina (de aquí el apodo). Dedicada a la venta de alimentos durante unos cincuenta años, en el siglo XX albergó un mercado de flores hasta 1958, año en el que se demolió para permitir la construcción de un enorme edificio-torre, realizada por el empresario inmobiliario Mario Ottieri, que rompe la altura uniforme de los edificios preexistentes.
También según el proyecto de De Cesare, ayudado por Giuseppe Settembre, entre 1845 y 1856 se abrió la strada della Pietatella (actual Via Domenico Cirillo), conexión con la Via Carbonara.

## Descripción

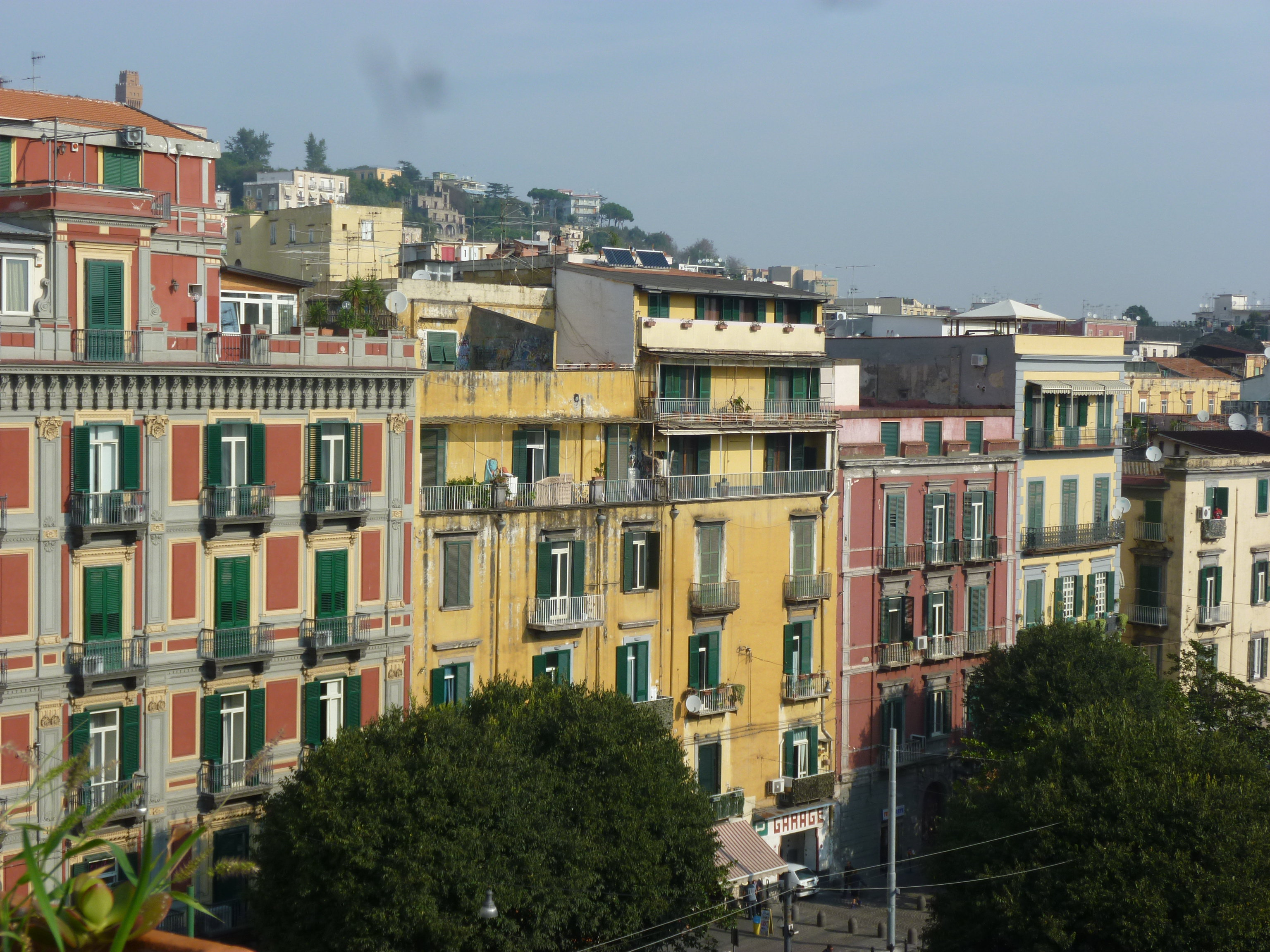
Fila de palacios en el lado izquierdo.

La calle empieza en la Piazza Cavour, a la altura de la Porta San Gennaro. Poco después hay un cruce muy importante: en el mismo punto terminan la Via Duomo, la Via delle Crocelle a Porta San Gennaro y la Via Miracoli. Dejando a un lado la primera calle por su indiscutibile fama, las otras dos conducen respectivamente al borgo dei Vergini (y por tanto también al rione Sanità y al cimitero delle Fontanelle) y a la zona dei Miracoli, contigua al borgo dei Vergini.
A la altura de la Via Duomo y al lado de la Via Miracoli está el Palazzo dello Schiantarelli, llamado así porque fue construido por el arquitecto Pompeo Schiantarelli en el siglo XVIII, que se caracteriza por la presencia en la fachada de varios bustos de estuco.

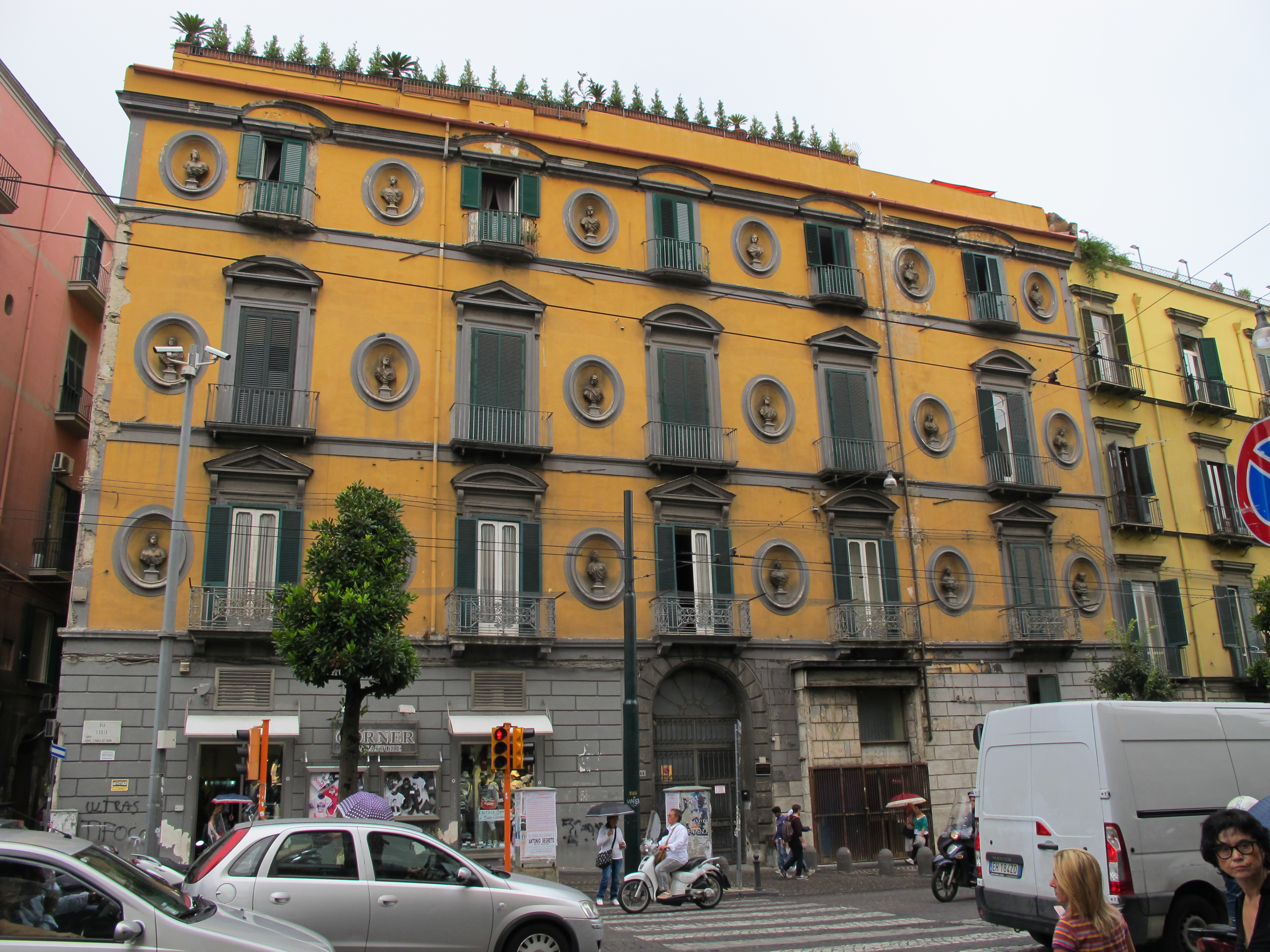
El Palazzo dello Schiantarelli.

Siguiendo hacia la Piazza Carlo III, a la altura de la Via Domenico Cirillo, calle que mediante su prolongación Via Carbonara conduce al Castel Capuano y a la piazza Garibaldi, se encuentra a la izquierda la iglesia de San Carlo all'Arena y el edificio del Istituto Giambattista Della Porta, antiguo monasterio de San Carlo, restaurado en 1837 por Francesco De Cesare. Al otro lado, el edificio neoclásico del número 76, también obra de De Cesare.
Poco después, a la derecha, se encuentra la Caserma Garibaldi (siglo XIX), construida absorbiendo importantes estructuras antiguas como los dos torreones y parte de la cinta de murallas aragonesa, que discurría en paralelo a la Via Cesare Rosaroll, que se cruza con la Via Foria poco después de la caserma.
Pasada la caserma, también a la derecha, está el Palazzo Ruffo di Castelcicala, construido entre los siglos XVII y XVIII, que se convirtió posteriormente en propiedad de los De Gregorio di Sant'Elia. En él se han ambientado dos películas de Luciano De Crescenzo, Così parlò Bellavista e Il mistero di Bellavista.
Más adelante, a la izquierda, el Palazzo dei Franchis con la iglesia de Santa Maria Addolorata dei Franchis, antigua capilla nobiliaria del palacio, y posteriormente el cruce con la Via Michele Tenore, que pasa junto al Jardín Botánico, sube a la colina de la Veterinaria y que conduce a la magnífica iglesia de Santa Maria degli Angeli alle Croci, del siglo XVI. Subiendo más es posible alcanzar la antiquísima iglesia de Sant'Eframo Vecchio (quizá del siglo V), en cuya zona estaba el llamado cimitero delle cetrangolelle (en napolitano cetrangolelle significa cedros), lugar desconsagrado que puede recibir los restos de prostitutas, ateos y excomulgados.
A la derecha está el edificio del Hotel Real Orto Botánico y a la altura del cruce anterior se abre, también a la derecha, el antiguo Vico primo Santa Maria Avvocata, rebautizado recientemente Via Peppino De Filippo, mediante la cual se puede llegar al Teatro San Ferdinando, la casa de Eduardo De Filippo, a quien está dedicada la plaza delante del teatro.
Tras la Via Michele Tenore está a la izquierda el Jardín Botánico de Nápoles, del siglo XIX, proyectado por órdenes de Fernando IV, pero construido bajo José I Bonaparte. Frente al Jardín Botánico está el Palazzo Lariano Sanfelice, obra del célebre arquitecto Ferdinando Sanfelice.
Superado el Jardín Botánico, a la derecha de la calle, está la majestuosa iglesia de Sant'Antonio Abate, de fundación angevina. Originalmente, la iglesia estaba inserta en una abadía que comprendía un convento que, en buena parte, daba hacia la actual Via Foria. Actualmente la iglesia da hacia una pequeña plaza dedicada al santo, al que también está dedicado el contiguo Borgo Sant'Antonio Abate. Tras la iglesia de Sant'Antonio Abate, la Via Foria termina en la Piazza Carlo III, dominada por el inmenso Real Albergo dei Poveri, construido por Ferdinando Fuga.